# Bulbophyllum resupinatum
Bulbophyllum resupinatum är en orkidéart som beskrevs av Henry Nicholas Ridley. Bulbophyllum resupinatum ingår i släktet Bulbophyllum och familjen orkidéer.

## Underarter
Arten delas in i följande underarter:
- B. r. filiforme
- B. r. resupinatum